# إيلوما إيلو
إيلوما إيلو هو ملك ومؤسس سلالة القطر البحري الأولى أو سلالة بابل الثانية التي قامت جنوب العراق قبل حوالي 1650 ق م تعود أصول هذا الملك لمدينة إيسن تمكن هذا الملك من توحيد المدن السومرية وأنشأ سلالة القطر البحرية الأولى زمن الملك البابلي سمسو ايلونا ابن حمورابي على سواحل الخليج العربي ويقول الدكتور أحمد سوسة ان أصول مملكة نبوبولاصر الكلدانية تعود إلى هذه السلالة.